# Le Sexe des anges (film, 2012)
Pour les articles homonymes, voir Le Sexe des anges (homonymie).
Pour plus de détails, voir Fiche technique et Distribution.
Le Sexe des anges (El sexo de los ángeles) est un film hispano-brésilien réalisé par Xavier Villaverde sorti en 2012.

## Synopsis
Carla et Bruno forment un jeune couple aimant et fidèle à Barcelone. Elle est photographe, il est étudiant. Mais tout bascule lorsque Bruno fait la connaissance du séduisant Rai, professeur de karaté et danseur de hip-hop, et en tombe éperdument amoureux. Cet imprévu va amener le jeune couple à remettre en doute ses convictions et son mode de vie. Carla elle aussi tombe amoureuse de Rai. Bruno va-t-il la perdre ?

## Fiche technique
- Titre original : El sexo de los ángeles
- Titre français : Le Sexe des anges
- Réalisation : Xavier Villaverde
- Scénario : Ana Maroto
- Montage : Guillermo Represa
- Musique : Eduardo Molinero
- Société de distribution : Cameo Media (Espagne), Epicentre Films (France)
- Pays d'origine :  Espagne;  Brésil
- Lieu de tournage : 
  - Mataró, Barcelone,  Catalogne,  Espagne
  - Sant Vicenç de Montalt, Barcelone,  Catalogne,  Espagne
  - Cerdanyola del Vallès, Barcelone,  Catalogne,  Espagne
  - Terrassa, Barcelone,  Catalogne,  Espagne
  - Santa Coloma de Gramanet, Barcelone,  Catalogne,  Espagne
  - Porqueres, Gérone,  Catalogne,  Espagne
  - Vilanova de Sau, Barcelone,  Catalogne,  Espagne
  - La Corogne,  Galice,  Espagne
  - Barcelone,  Catalogne,  Espagne
- Langue originale : espagnol ; catalan ; galicien
- Genre : drame
- Durée : 1h45
- Dates de sortie :  
  -  Espagne : 4 mai 2012 ;  France : 4 juin 2013 (vidéo)

## Distribution
- Àstrid Bergès-Frisbey : Carla
- Álvaro Cervantes : Rai
- Llorenç González : Bruno
- Julieta Marocco : María
- Lluïsa Castell : la mère de Carla
- Marc García-Coté : Adrián
- Ricard Farré : Oscar
- Sonia Méndez : Marta
- Marc Pociello : Dani